# Харлинг, Гуннар
Гу́ннар Ви́льхельм Ха́рлинг (швед. Gunnar Wilhelm Harling, 1920—2010) — шведский ботаник-систематик, путешествовавший по Южной Америке.

## Биография
Родился в Стокгольме 7 июня 1920 года в семье Исака Харлинга и его жены Анны, в девичестве Энгдаль. Учился в Стокгольмском университете, в 1946 году стал лиценциатом, в 1951 году получил степень доктора философии. Диссертация Харлинга была посвящена эмбриологическому развитию сложноцветных.
В 1946—1947 Гуннар путешествовал по Эквадору, Перу и Чили. С 1950 по 1952 Харлинг работал хранителем в Бергианском ботаническом саду. С 1951 по 1963 он преподавал в Стокгольмском университете в звании доцента.
В 1952 году посетил Северную Африку. В 1958—1959 ездил на экспедицию в Эквадор и на Галапагосские острова. В 1968 году вновь ездил в Эквадор с заездом в Бразилию.
В 1958 году Харлинг выпустил монографию семейства Циклантовые, в которой пересматривал систематику нескольких родов и описал несколько новых видов. В 1962 году он выпустил статью об эндемичных видах Галапагосского архипелага.
С 1964 года Гуннар Вильхельм Харлинг был профессором систематической ботаники Гётеборгского университета. Харлинг был инициатором создания многотомной монографии Flora of Ecuador, начавшегося в 1973 году с тома, включавшего семейство Циклантовые. Впоследствии Харлинг принимал участие в написании томов по семействам Астровые, Кунониевые, Альстрёмериевые, Никтагиновые (86-й том с обработкой последнего вышел за несколько дней до смерти Харлинга).
Гуннар Харлинг скончался 24 мая 2010 года.

## Некоторые публикации
- Harling, G.W. Monograph of the Cyclanthaceae. — Lund, 1958. — 428 p.
- Harling, G.W. On some Compositae endemic to the Galápagos Islands. — Uppsala, 1962. — 120 p.
- Harling, G.W. The genus Jungia L. fil. — Göteborg, 1995. — 133 p. — ISBN 91-85252-54-9.
- Flora of Ecuador / edited by G.W. Harling & B. Sparre. — Göteborg, 1973—2009.

## Некоторые виды, названные в честь Г. Харлинга
- Adenostemma harlingii R.M.King & H.Rob., 1994
- Ageratina harlingii H.Rob., 2003
- Aphelandra harlingii Wassh., 1987
- Aspidogyne harlingii Ormerod, 2009
- Asplundia harlingiana Galeano & R.Bernal, 1984
- Begonia harlingii L.B.Sm. & Wassh., 1979
- Blakea harlingii Wurdack, 1982
- Brachyotum harlingii Wurdack, 1974
- Cacosmia harlingii B.Nord., 1976
- Calathea harlingii H.Kenn., 1988
- Calceolaria harlingii Molau, 1988
- Calea harlingii H.Rob., 1997
- Caryocar harlingii Prance & Encarn., 1987
- Cladocolea harlingii Kuijt, 1975
- Clavija harlingii B.Ståhl, 1990
- Crossoglossa harlingii Ormerod, 2013
- Cuatresia harlingiana Hunz., 1987
- Cynanchum harlingii Morillo, 1992 [≡ Scyphostelma harlingii (Morillo) Liede & Meve, 2013]
- Dendrophthora harlingii Kuijt, 2003
- Dicliptera harlingii Wassh., 2013
- Dicranopygium harlingii G.J.Wilder, 1978
- Epidendrum harlingii Hágsater & Dodson, 2001
- Fleischmannia harlingii R.M.King & H.Rob., 1986
- Fuchsia harlingii Munz, 1972
- Graffenrieda harlingii Wurdack, 1976
- Guzmania harlingii H.E.Luther, 1991
- Habracanthus harlingii Wassh., 1987 [≡ Justicia harlingii (Wassh.) Wassh., 2013]
- Heliconia harlingii L.Andersson, 1985
- Hypericum harlingii N.Robson, 1990
- Ipomoea harlingii D.F.Austin, 1982
- Larnax harlingiana Hunz. & Barboza, 1995
- Licania harlingii Prance, 1979
- Linum harlingii Eliasson, 1968
- Macrocarpaea harlingii J.S.Pringle, 1995
- Markea harlingiana Hunz., 1997
- Matelea harlingii Morillo, 1986
- Miconia harlingii Wurdack, 1973
- Mikania harlingii R.M.King & H.Rob., 1986
- Neriacanthus harlingii Wassh., 1987
- Oncidium harlingii Stacy, 1978 [≡ Otoglossum harlingii (Stacy) N.H.Williams & M.W.Chase, 2001]
- Palicourea harlingii C.M.Taylor, 1997
- Passiflora harlingii Holm-Niels., 1974
- Physothallis harlingii Garay, 1953 [≡ Stelis harlingii (Garay) Pridgeon & M.W.Chase, 2001]
- Piper harlingii Yunck., 1962
- Pitcairnia harlingii L.B.Sm., 1961
- Poikilacanthus harlingii Wassh., 1987
- Saurauia harlingii Soejarto, 1982
- Siparuna harlingii S.S.Renner & Hausner, 1995
- Stenandrium harlingii Wassh., 1996
- Syngonium harlingianum Croat, 1982
- Thibaudia harlingii Luteyn, 1987
- Tropaeolum harlingii Sparre, 1973
- Vernonia harlingii H.Rob., 1979 [≡ Critoniopsis harlingii (H.Rob.) H.Rob., 1993]